# Kylle, Pylle og Rylle
Kylle, Pylle og Rylle er i Disneys tegneserier Andersine Ands tre niecer.
De er medlemmer af gærdesmutterne, et pigespejderkorps.
I slutningen af 90'erne brugtes begrebet også drillende om 3 unge kvindelige konservative folketingsmedlemmer: Henriette Kjær, Gitte Seeberg og Lene Espersen.